# Polatucha japońska
Polatucha japońska (Pteromys momonga) – wiewiórka należąca do plemienia polatuch (Pteromyini). Jak wskazuje na to nazwa, zwierzę występuje w Japonii. Jest niewielkich rozmiarów. Potrafi poruszać się lotem ślizgowym.

## Cechy charakterystyczne
- długość ciała: 12–20 cm
- długość ogona: 10–14 cm
- waga: 150–220 g
- duże oczy
- spłaszczony, puszysty ogon
- szaro brązowe włosy na plecach
- biały brzuch[3]

Błona lotna zwierzęcia rozciąga się od nadgarstków do stawów skokowych, ale nie pomiędzy nogami a ogonem.

## Występowanie
Zamieszkuje subalpejskie lasy oraz wiecznie zielone tajgi Japonii, w szczególności na wyspach Honsiu i Kiusiu. Polatuchy budują swoje gniazda w zagłębieniach drzew i miejscach stykania się gałęzi z pniem, często wyścielają je mchami i porostami. Mają tendencję do osiedlania się na drzewach iglastych, takich jak sosny i świerki, częściej niż na drzewach liściastych.
Ich sierść pozwala im się wtapiać w tło kory.

## Rozmnażanie i rozród
Para dorosłych osobników zazwyczaj dzieli gniazdo. Ciąża trwa około 4 tygodni.
Większość młodych rodzi się w maju, jednak często w czerwcu lub wczesnym lipcu na świat przychodzi drugi miot.
Liczba potomstwa w jednym miocie to od 1 do 5, średnio 2-3.
Dziećmi opiekuje się matka, opieka trwa około 6 tygodni.